# Улица Викентия Беретти
Улица Викентия Беретти (укр. Вулиця Вікентія Беретті) — улица в Деснянском районе города Киева. Пролегает от проспекта Червоной Калины до улицы Оноре де Бальзака, исторически сложившаяся местность (район) Вигуровщина-Троещина.
Нет примыкающих улиц.
По названию улицы именуется остановка общественного транспорта по улице Оноре де Бальзака.

## История
В 1982 году село Троещина было включено в состав города Киева, со временем усадебная застройка была ликвидирована в связи со строительством нового жилого массива. 
Новая улица была проложена в 1983 году в современных размерах. Улица застраивалась в период 1984-1986 годы вместе с другими улицами 1-й очереди жилого массива Троещина в Днепровском районе.
18 апреля 1983 года улица получила современное название — в честь архитектора Викентия Ивановича Беретти, согласно Решению исполнительного комитета Киевского городского совета депутатов трудящихся № 613 «Про упорядочивание наименований и переименование улиц города Киева».
Согласно топографической карте M-36-050, к 1991 году улица была проложена в современных размерах и полностью застроена.   

## Застройка
Улица пролегает в северо-западном направлении. Улица имеет по одному ряду движения в обе стороны. 
Парная и непарная стороны улицы заняты многоэтажной жилой (9-16-этажные дома) застройкой и учреждениями обслуживания — непарная сторона микрорайон № 7, парная сторона микрорайон № 8 жилого массива Вигуровщина-Троещина. 
Учреждения:
1. дом № 5А — управление по вопросам чрезвычайных ситуаций Деснянского района
2. дом № 7 — школа № 249
3. дом № 9 — специальная школа-детсад «Мечта» («Мрія») для детей с нарушениями опорно-двигательного аппарата
4. дом № 18 — ветеринарная поликлиника